# نيك غارسيا
نيك غارسيا (بالإنجليزية: Nick Garcia)‏ (9 أبريل 1979 ببلينو في الولايات المتحدة - ) هو لاعب كرة قدم أمريكي في مركز الدفاع. شارك مع منتخب الولايات المتحدة تحت 17 سنة لكرة القدم ومنتخب الولايات المتحدة تحت 20 سنة لكرة القدم ومنتخب الولايات المتحدة لكرة القدم. أما مع النوادي، فقد لعب مع سان خوسيه إيرثكويكس وسبورتينغ كانساس سيتي ونادي تورونتو.

## وصلات خارجية
- نيك غارسيا على موقع الاتحاد الدولي (مؤرشف)  (الإنجليزية)
- نيك غارسيا على موقع الدوري الأمريكي (الإنجليزية)
- نيك غارسيا على موقع قاعدة بيانات كرة القدم.إي يو (الإنجليزية)
- نيك غارسيا على موقع ناشيونال فوتبول تيمز (الإنجليزية)